# Futbol Club Barcelona 2014-2015
Questa voce raccoglie le informazioni riguardanti il Futbol Club Barcelona nelle competizioni ufficiali della stagione 2014-2015.

## Stagione
Nella stagione 2014-2015, il Barcellona disputa la Liga BBVA per l'84ª volta consecutiva (unico club a non essere mai retrocesso in Segunda División assieme al Real Madrid e all'Athletic Bilbao), e prende parte alla UEFA Champions League per la 25ª volta e alla Coppa del Re per la 111ª volta.
Per i catalani la stagione comincia ufficialmente con cinque vittorie consecutive contro Elche (3-0), Villarreal (1-0), Athletic Bilbao (2-0), Levante (5-0), oltre che all'1-0 casalingo rimediato contro l'APOEL in Champions League. Il primo stop arriva il 24 settembre contro il Málaga (0-0), a cui segue anche la sconfitta esterna contro il Paris SG in Europa (3-2). Al tonfo esterno seguono altre tre vittorie consecutive (due in campionato e una in Champions) ai danni di Granada (6-0), Rayo Vallecano (2-0) e Ajax (3-1), prima dei due insuccessi consecutivi con Real Madrid e Celta Vigo. Nonostante il gioco non brillante espresso dai blaugrana e il difficile rapporto tra l'allenatore Luis Enrique e Messi, il Barcellona passa il proprio girone di Champions primo con 15 punti e in campionato rimane a poche lunghezze dal Real capolista. Con l'inizio del nuovo anno scende in campo un Barcellona diverso che, complice anche un calo fisico del Real Madrid, riesce a scavalcarlo in classifica, allungando a 4 lunghezze il proprio vantaggio dopo il Clásico vinto 2-1 il 22 marzo 2015. Il 17 maggio il Barcellona conquista il titolo dopo la vittoria contro l'Atlético Madrid per 1-0.
In Coppa del Re, i blaugrana superano l'Atlético Madrid ai quarti e il Villarreal in semifinale prima di avere la meglio sull'Athletic Bilbao per 3-1 e vincere il trofeo.
In Champions League la squadra sconfigge senza troppe difficoltà gli inglesi del Manchester City agli ottavi (2-1, 1-0) e i francesi del Paris SG ai quarti (3-1, 2-0). In semifinale vengono accoppiati con il Bayern Monaco dell'ex Guardiola e anche in questo caso i blaugrana passano il turno senza troppe difficoltà (3-0, 2-3) raggiungendo la finale di Berlino 4 anni dopo l'ultima finale giocata e vinta a Wembley contro il Manchester United. Nell'ultimo atto della Champions i catalani hanno come avversario la Juventus di Allegri. La partita inizia subito in discesa con il vantaggio immediato di Rakitić a cui seguono il pareggio di Morata e i gol di Suarez e Neymar che chiudono la partita sul 3-1 consegnando al Barcellona la sua quinta Champions League e il triplete (campionato, Coppa del Re, Champions League). Con la conquista del triplete il Barcellona diventa la prima squadra a conseguirlo per due stagioni (2009 e 2015).

## Maglie e Sponsor
Il fornitore tecnico è Nike, mentre lo sponsor ufficiale è Qatar Airways. La divisa casalinga è un completo blaugrana a righe verticali con pantaloncini e calzettoni blu. La seconda e la terza divisa sono rispettivamente di colore arancione e giallo fluorescente.
| Casa | Trasferta | Terza divisa |

## Organigramma societario

### Staff
Staff aggiornato al 15 luglio 2014.
- Luis Enrique · Allenatore
- Juan Carlos Unzué · Assistente allenatore
- Robert Moreno · Secondo assistente
- Joan Barbarà · Assistente tecnico
- Rafa Pol · Preparatore atletico
- Joaquín Valdés · Psicologo
- José Ramón de la Fuente · Allenatore dei portieri

## Rosa
Rosa, numerazione e ruoli, tratti dal sito ufficiale, aggiornati al 1º settembre 2014.
| N. |                      | Ruolo | Calciatore            |
| -- | -------------------- | ----- | --------------------- |
| 1  | Germania (bandiera)  | P     | Marc-André ter Stegen |
| 2  | Spagna (bandiera)    | D     | Martín Montoya        |
| 3  | Spagna (bandiera)    | D     | Gerard Piqué          |
| 4  | Croazia (bandiera)   | C     | Ivan Rakitić          |
| 5  | Spagna (bandiera)    | C     | Sergio Busquets       |
| 6  | Spagna (bandiera)    | C     | Xavi (capitano)       |
| 7  | Spagna (bandiera)    | A     | Pedro                 |
| 8  | Spagna (bandiera)    | C     | Andrés Iniesta        |
| 9  | Uruguay (bandiera)   | A     | Luis Suárez           |
| 10 | Argentina (bandiera) | A     | Lionel Messi          |
| 11 | Brasile (bandiera)   | A     | Neymar                |
| 12 | Brasile (bandiera)   | C     | Rafinha               |
| 13 | Cile (bandiera)      | P     | Claudio Bravo         |

| N. |                      | Ruolo | Calciatore        |
| -- | -------------------- | ----- | ----------------- |
| 14 | Argentina (bandiera) | C     | Javier Mascherano |
| 15 | Spagna (bandiera)    | D     | Marc Bartra       |
| 16 | Brasile (bandiera)   | D     | Douglas           |
| 18 | Spagna (bandiera)    | D     | Jordi Alba        |
| 20 | Spagna (bandiera)    | C     | Sergi Roberto     |
| 21 | Brasile (bandiera)   | D     | Adriano           |
| 22 | Brasile (bandiera)   | D     | Dani Alves        |
| 23 | Belgio (bandiera)    | D     | Thomas Vermaelen  |
| 24 | Francia (bandiera)   | C     | Jérémy Mathieu    |
| 25 | Spagna (bandiera)    | P     | Jordi Masip       |
| 29 | Spagna (bandiera)    | A     | Sandro Ramírez    |
| 31 | Spagna (bandiera)    | A     | Munir El Haddadi  |

## Calciomercato

### Sessione estiva
Trasferimenti della sessione estiva.
| Acquisti | Acquisti              | Acquisti            | Acquisti              |
| R.       | Nome                  | da                  | Modalità              |
| -------- | --------------------- | ------------------- | --------------------- |
| P        | Claudio Bravo         | Real Sociedad       | definitivo (12 mln €) |
| P        | Marc-André ter Stegen | Borussia M'gladbach | definitivo (12 mln €) |
| D        | Douglas               | San Paolo           | definitivo (4 mln €)  |
| D        | Jérémy Mathieu        | Valencia            | definitivo (20 mln €) |
| D        | Thomas Vermaelen      | Arsenal             | definitivo (10 mln €) |
| C        | Rafinha               | Celta Vigo          | fine prestito         |
| C        | Ivan Rakitić          | Siviglia            | definitivo (18 mln €) |
| A        | Luis Suárez           | Liverpool           | definitivo (81 mln €) |

| Cessioni | Cessioni            | Cessioni            | Cessioni               |
| R.       | Nome                | a                   | Modalità               |
| -------- | ------------------- | ------------------- | ---------------------- |
| P        | Oier Olazábal       | Granada             | svincolato             |
| P        | José Manuel Pinto   |                     | svincolato             |
| P        | Víctor Valdés       |                     | svincolato             |
| D        | Carles Puyol        |                     | fine carriera          |
| C        | Ibrahim Afellay     | Olympiacos          | prestito               |
| C        | Jonathan dos Santos | Villarreal          | definitivo (1,5 mln €) |
| C        | Cesc Fàbregas       | Chelsea             | definitivo (33 mln €)  |
| C        | Alex Song           | West Ham Utd        | prestito               |
| C        | Denis Suárez        | Siviglia            | prestito               |
| A        | Isaac Cuenca        | Deportivo La Coruña | svincolato             |
| A        | Gerard Deulofeu     | Siviglia            | prestito               |
| A        | Keirrison           | Coritiba            | svincolato             |
| A        | Bojan Krkić         | Stoke City          | definitivo (1,8 mln €) |
| A        | Alexis Sánchez      | Arsenal             | definitivo (42 mln €)  |
| A        | Cristian Tello      | Porto               | prestito (2 mln €)     |

### Sessione invernale
La sessione invernale di calciomercato si conclude senza alcun acquisto né cessione da parte della società.
| Acquisti | Acquisti | Acquisti | Acquisti |
| R.       | Nome     | da       | Modalità |
| -------- | -------- | -------- | -------- |

| Cessioni | Cessioni | Cessioni | Cessioni |
| R.       | Nome     | a        | Modalità |
| -------- | -------- | -------- | -------- |

## Risultati

### Primera División

#### Girone d'andata
| Arbitro: | Fernando Teixieira Vitienes (Comitato cantabro) |

|                          |           |  |
| Messi 42’, 63’ Munir 46’ | Marcatori |  |

| Arbitro: | Velasco Carballo (Comitato madrileno) |

|  |           |            |
|  | Marcatori | 82’ Sandro |

| Arbitro: | Fernandez Borbalan (Comitato andaluso) |

|                 |           |  |
| Neymar 79’, 84’ | Marcatori |  |

| Arbitro: | José Luis González González (Comitato castiglianoleonese) |

|  |           |                                                       |
|  | Marcatori | 34’ Neymar 44’ Rakitić 57’ Sandro 64’ Pedro 77’ Messi |

| Malaga 24 settembre 2014, ore 22:00 CEST 5ª giornata | Malaga                                                 | 0 – 0 referto | Barcellona | Estadio La Rosaleda (24.820 spett.)\| Arbitro: \| Alejandro Hernández Hernández (Comitato di Las Palmas) \| |
| Arbitro:                                             | Alejandro Hernández Hernández (Comitato di Las Palmas) |               |            | |

| Arbitro: | Juan Martínez Munuera (Comitato valenzano) |

|                                                 |           |  |
| Neymar 26’, 44’, 66’ Rakitić 43’ Messi 62’, 82’ | Marcatori |  |

| Arbitro: | Mateu Lahoz (Comitato valenzano) |

|  |           |                      |
|  | Marcatori | 34’ Messi 35’ Neymar |

| Arbitro: | José Antonio Teixeira Vitienes (Comitato cantabro) |

|                               |           |  |
| Xavi 59’ Neymar 71’ Messi 73’ | Marcatori |  |

| Arbitro: | Jesús Gil Manzano (Comitato estremegno) |

|                                         |           |           |
| Ronaldo 35’ (rig.) Pepe 50’ Benzema 61’ | Marcatori | 4’ Neymar |

| Arbitro: | Iñaki Vikandi Garrido (Comitato basco) |

|  |           |              |
|  | Marcatori | 55’ Larrivey |

| Arbitro: | Undiano Mallenco (Comitato navarro) |

|             |           |                     |
| Bifouma 37’ | Marcatori | 73’ Neymar 82’ Alba |

| Arbitro: | Carlos Clos Gómez (Comitato aragonese) |

|                                            |           |                 |
| Messi 21’, 72’, 78’ Neymar 49’ Rakitić 65’ | Marcatori | 47’ (aut.) Alba |

| Arbitro: | David Fernández Borbalán (Comitato andaluso) |

|  |           |                |
|  | Marcatori | 90+4’ Busquets |

| Arbitro: | Ignacio Iglesias Villanueva (Comitato galiziano) |

|                                         |           |            |
| Messi 45’, 50’, 81’ Piqué 53’ Pedro 77’ | Marcatori | 13’ García |

| Madrid 13 dicembre 2014, ore 16:00 CET 15ª giornata | Getafe                                 | 0 – 0 referto | Barcellona | Coliseum Alfonso Pérez (9.500 spett.)\| Arbitro: \| Iñaki Vikandi Garrido (Comitato basco) \| |
| Arbitro:                                            | Iñaki Vikandi Garrido (Comitato basco) |               |            |                                                                                               |

| Arbitro: | Mateu Lahoz (Comitato valenzano) |

|                                                |           |  |
| Pedro 2’ Suárez 53’ Piqué 80’ Messi 82’, 90+1’ | Marcatori |  |

| Arbitro: | Carlos Del Cerro Grande (Comitato madrileno) |

|                |           |  |
| Alba 2’ (aut.) | Marcatori |  |

| Arbitro: | Undiano Mallenco (Comitato navarro) |

|                                 |           |                      |
| Neymar 12’ Suárez 35’ Messi 87’ | Marcatori | 57’ (rig.) Mandžukić |

| Arbitro: | Juan Martínez Munuera (Comitato valenzano) |

|  |           |                                       |
|  | Marcatori | 10’, 33’, 62’ Messi 83’ (aut.) Sidnei |

### Girone di ritorno
| Arbitro: | Carlos Clos Gómez (Comitato aragonese) |

|  |           |                                                             |
|  | Marcatori | 35’ Piqué 55’ (rig.), 88’ Messi 69’, 71’ Neymar 90+3’ Pedro |

| Arbitro: | Iñaki Vikandi Garrido (Comitato basco) |

|                                  |           |                        |
| Neymar 45’ Rafinha 53’ Messi 55’ | Marcatori | 30’ Čeryšev 51’ Vietto |

| Arbitro: | Mateu Lahoz (Comitato valenzano) |

|                     |           |                                                                |
| Riko 59’ Aduriz 66’ | Marcatori | 15’ Messi 26’ Suárez 62’ (aut.) de Marcos 64’ Neymar 86’ Pedro |

| Arbitro: | Mario Melero López (Comitato andaluso) |

|                                                  |           |  |
| Neymar 17’ Messi 38’, 59’, 65’ (rig.) Suárez 73’ | Marcatori |  |

| Arbitro: | Juan Martínez Munuera (Comitato valenzano) |

|  |           |           |
|  | Marcatori | 7’ Juanmi |

| Arbitro: | Santiago Jaime Latre (Comitato aragonese) |

|                      |           |                                  |
| Fran Rico 53’ (rig.) | Marcatori | 25’ Rakitić 48’ Suárez 70’ Messi |

| Arbitro: | Jesús Gil Manzano (Comitato estremegno) |

|                                                       |           |                  |
| Suárez 5’, 90+1’ Piqué 49’ Messi 56’ (rig.), 63’, 68’ | Marcatori | 81’ (rig.) Bueno |

| Arbitro: | Carlos Del Cerro Grande (Comitato madrileno) |

|  |           |                       |
|  | Marcatori | 31’ (rig.), 55’ Messi |

| Arbitro: | Mateu Lahoz (Comitato valenzano) |

|                        |           |             |
| Mathieu 19’ Suárez 56’ | Marcatori | 31’ Ronaldo |

| Arbitro: | Iñaki Vikandi Garrido (Comitato basco) |

|  |           |             |
|  | Marcatori | 73’ Mathieu |

| Arbitro: | Alejandro Hernández Hernández (Comitato di Las Palmas) |

|                                        |           |  |
| Messi 33’ Suárez 55’, 90+3’ Bartra 75’ | Marcatori |  |

| Arbitro: | Juan Martínez Munuera (Comitato valenciano) |

|                        |           |                      |
| Banega 38’ Gameiro 84’ | Marcatori | 14’ Messi 31’ Neymar |

| Arbitro: | José Luis González (Comitato castiglianoleonese) |

|                       |           |  |
| Suárez 1’ Messi 90+4’ | Marcatori |  |

| Arbitro: | Mateu Lahoz (Comitato valenzano) |

|  |           |                      |
|  | Marcatori | 16’ Neymar 24’ Messi |

| Arbitro: | Fernandez Borbalan (Comitato andaluso) |

|                                                          |           |  |
| Messi 9’ (rig.), 47’ Suárez 25’, 40’ Neymar 27’ Xavi 30’ | Marcatori |  |

| Arbitro: | Clos Gomez (Comitato aragonese) |

|  |           |                                                                               |
|  | Marcatori | 42’ Rakitić 45+2’, 53’, 88’ Suárez 46’, 80’ Messi 65’ Piqué 85’ (rig.) Neymar |

| Arbitro: | Ignacio Iglesias Villanueva (Comitato galiziano) |

|                      |           |  |
| Neymar 51’ Pedro 85’ | Marcatori |  |

| Arbitro: | Undiano Mallenco (Comitato navarro) |

|  |           |           |
|  | Marcatori | 65’ Messi |

| Arbitro: | Clos Gomez (Comitato aragonese) |

|               |           |                       |
| Messi 5’, 59’ | Marcatori | 67’ Pérez 76’ Salomão |

### Coppa del Re
| Arbitro: | Carlos Del Cerro Grande (Comitato madrileno) |

|  |           |                                               |
|  | Marcatori | 12’ Rakitić 15’ Iniesta 38’ Pedro 71’ Rafinha |

| Arbitro: | Eduardo Prieto Iglesias (Comitato navarro) |

|                                                                                    |           |            |
| Pedro 20’, 26’, 63’ Sergi Roberto 29’ Iniesta 39’ Adriano 68’ Taoré 78’ Sandro 83’ | Marcatori | 86’ Moreno |

| Arbitro: | Fernandez Borbalan (Comitato andaluso) |

|                                                      |           |  |
| Neymar 34’, 59’ Suárez 39’ Messi 45’ (rig.) Alba 55’ | Marcatori |  |

| Arbitro: | Santiago Jaime Latre (Comitato aragonese) |

|  |           |                                                              |
|  | Marcatori | 20’ Mathieu 40’ Sergi Roberto 43’ (rig.) Pedro 90+1’ Adriano |

| Arbitro: | José Luis González González (Comitato castiglianoleonese) |

|           |           |  |
| Messi 85’ | Marcatori |  |

| Arbitro: | Jesús Gil Manzano (Comitato estremegno) |

|                             |           |                                   |
| Torres 1’ García 30’ (rig.) | Marcatori | 9’, 41’ Neymar 38’ (aut.) Miranda |

| Arbitro: | Alejandro Hernández Hernández (Comitato di Las Palmas) |

|                                 |           |               |
| Messi 41’ Iniesta 49’ Piqué 64’ | Marcatori | 48’ Trigueros |

| Arbitro: | Fernandez Borbalan (Comitato andaluso) |

|                |           |                           |
| dos Santos 39’ | Marcatori | 3’, 88’ Neymar 73’ Suárez |

| Arbitro: | Velasco Carballo (Comitato madrileno) |

|              |           |                           |
| Williams 79’ | Marcatori | 20’, 74’ Messi 36’ Neymar |

### UEFA Champions League

#### Girone F
| Arbitro: | Aytekin |

|           |           |  |
| Piqué 28’ | Marcatori |  |

| Arbitro: | Rizzoli |

|                                         |           |                      |
| David Luiz 10’ Verratti 26’ Matuidi 54’ | Marcatori | 12’ Messi 56’ Neymar |

| Arbitro: | Collum |

|                                  |           |              |
| Neymar 7’ Messi 24’ Sandro 90+4’ | Marcatori | 88’ El Ghazi |

| Arbitro: | Proenca |

|  |           |                |
|  | Marcatori | 36’, 76’ Messi |

| Arbitro: | Rocchi |

|  |           |                                |
|  | Marcatori | 27’ Suárez 38’, 58’, 87’ Messi |

| Arbitro: | Atkinson |

|                                 |           |                 |
| Messi 19’ Neymar 41’ Suárez 77’ | Marcatori | 15’ Ibrahimović |

|               | APO   | AJA   | BAR   | PSG   |
| APOEL Nicosia |       | 1 - 1 | 0 - 4 | 0 - 1 |
| Ajax          | 4 - 0 |       | 0 - 2 | 1 - 1 |
| Barcellona    | 1 - 0 | 3 - 1 |       | 3 - 1 |
| Paris SG      | 1 - 0 | 3 - 1 | 3 - 2 |       |

| Squadra             | P.ti | G | V | P | S | GF | GS | DG  |
| ------------------- | ---- | - | - | - | - | -- | -- | --- |
| Barcellona          | 15   | 6 | 5 | 0 | 1 | 15 | 5  | +10 |
| Paris Saint-Germain | 13   | 6 | 4 | 1 | 1 | 10 | 7  | +3  |
| Ajax                | 5    | 6 | 1 | 2 | 3 | 8  | 10 | -2  |
| APOEL               | 1    | 6 | 0 | 1 | 5 | 1  | 12 | -11 |

- Barcellona e   Paris Saint-Germain qualificate agli ottavi di finale.
- Ajax qualificato ai sedicesimi di Europa League 2014-2015.

#### Fase a eliminazione diretta
| Arbitro: | Brych |

|            |           |                 |
| Agüero 69’ | Marcatori | 16’, 30’ Suárez |

| Arbitro: | Rocchi |

|             |           |  |
| Rakitić 31’ | Marcatori |  |

| Arbitro: | Clattenburg |

|                    |           |                            |
| Mathieu 82’ (aut.) | Marcatori | 18’ Neymar 67’, 79’ Suárez |

| Arbitro: | Moen |

|                 |           |  |
| Neymar 14’, 34’ | Marcatori |  |

| Arbitro: | Rizzoli |

|                             |           |  |
| Messi 77’, 80’ Neymar 90+4’ | Marcatori |  |

| Arbitro: | Clattenburg |

|                                       |           |                 |
| Benatia 7’ Lewandowski 59’ Müller 74’ | Marcatori | 15’, 29’ Neymar |

| Arbitro: | Cakir |

|            |           |                                    |
| Morata 55’ | Marcatori | 4’ Rakitić 68’ Suárez 90+7’ Neymar |

## Statistiche

### Statistiche di squadra
| Competizione     | Punti | In casa | In casa | In casa | In casa | In casa | In casa | In trasferta | In trasferta | In trasferta | In trasferta | In trasferta | In trasferta | Totale | Totale | Totale | Totale | Totale | Totale | DR   |
| Competizione     | Punti | G       | V       | N       | P       | Gf      | Gs      | G            | V            | N            | P            | Gf           | Gs           | G      | V      | N      | P      | Gf     | Gs     | DR   |
| ---------------- | ----- | ------- | ------- | ------- | ------- | ------- | ------- | ------------ | ------------ | ------------ | ------------ | ------------ | ------------ | ------ | ------ | ------ | ------ | ------ | ------ | ---- |
| Liga BBVA        | 94    | 19      | 16      | 1       | 2       | 64      | 11      | 19           | 14           | 3            | 2            | 46           | 10           | 38     | 30     | 4      | 4      | 110    | 21     | +89  |
| Coppa del Re     | -     | 5       | 5       | 0       | 0       | 20      | 3       | 4            | 4            | 0            | 0            | 14           | 3            | 9      | 9      | 0      | 0      | 34     | 6      | +28  |
| Champions League | 15    | 6       | 6       | 0       | 0       | 13      | 2       | 7            | 5            | 0            | 2            | 18           | 11           | 13     | 11     | 0      | 2      | 31     | 11     | +20  |
| Totale           | -     | 30      | 27      | 1       | 2       | 97      | 16      | 30           | 23           | 3            | 4            | 78           | 22           | 60     | 50     | 4      | 6      | 175    | 38     | +137 |

### Andamento in campionato
| Giornata  | 1 | 2 | 3 | 4 | 5 | 6 | 7 | 8 | 9 | 10 | 11 | 12 | 13 | 14 | 15 | 16 | 17 | 18 | 19 | 20 | 21 | 22 | 23 | 24 | 25 | 26 | 27 | 28 | 29 | 30 | 31 | 32 | 33 | 34 | 35 | 36 | 37 | 38 |
| --------- | - | - | - | - | - | - | - | - | - | -- | -- | -- | -- | -- | -- | -- | -- | -- | -- | -- | -- | -- | -- | -- | -- | -- | -- | -- | -- | -- | -- | -- | -- | -- | -- | -- | -- | -- |
| Luogo     | C | T | C | T | T | C | T | C | T | T  | C  | T  | T  | C  | T  | C  | T  | C  | T  | T  | C  | T  | C  | T  | C  | T  | C  | T  | C  | T  | C  | C  | T  | C  | T  | C  | T  | C  |
| Risultato | V | V | V | V | N | V | V | V | P | P  | V  | V  | V  | V  | N  | V  | P  | V  | V  | V  | V  | V  | V  | P  | V  | V  | V  | V  | V  | V  | N  | V  | V  | V  | V  | V  | V  | N  |
| Posizione | 1 | 1 | 1 | 1 | 2 | 1 | 1 | 1 | 1 | 4  | 2  | 2  | 2  | 2  | 2  | 2  | 2  | 2  | 2  | 2  | 2  | 2  | 2  | 2  | 2  | 1  | 1  | 1  | 1  | 1  | 1  | 1  | 1  | 1  | 1  | 1  | 1  | 1  |

Fonte:  Liga – Classifiche, su sport.sky.it, sport.sky.it (archiviato dall'url originale il 12 marzo 2014).
Legenda:

Luogo: C = Casa; T = Trasferta. Risultato: V = Vittoria; N = Pareggio; P = Sconfitta.

### Statistiche dei giocatori
In corsivo i giocatori che hanno lasciato la squadra a stagione già iniziata.
| Giocatore     | Primera División | Primera División | Primera División | Primera División | Coppa di Spagna | Coppa di Spagna | Coppa di Spagna | Coppa di Spagna | Champions League | Champions League | Champions League | Champions League | Totale   | Totale | Totale      | Totale     |
| Giocatore     | Presenze         | Reti             | Ammonizioni      | Espulsioni       | Presenze        | Reti            | Ammonizioni     | Espulsioni      | Presenze         | Reti             | Ammonizioni      | Espulsioni       | Presenze | Reti   | Ammonizioni | Espulsioni |
| ------------- | ---------------- | ---------------- | ---------------- | ---------------- | --------------- | --------------- | --------------- | --------------- | ---------------- | ---------------- | ---------------- | ---------------- | -------- | ------ | ----------- | ---------- |
| Adriano       | 16               | 0                | 2                | 0                | 4               | 2               | 1               | 0               | 7                | 0                | 1                | 0                | 27       | 2      | 4           | 0          |
| J. Alba       | 27               | 1                | 8                | 1                | 6               | 1               | 0               | 0               | 11               | 0                | 1                | 0                | 44       | 2      | 9           | 1          |
| D. Alves      | 30               | 0                | 6                | 1                | 5               | 0               | 1               | 0               | 11               | 0                | 6                | 0                | 46       | 0      | 13          | 1          |
| M. Bartra     | 14               | 1                | 1                | 0                | 5               | 0               | 0               | 0               | 6                | 0                | 0                | 0                | 25       | 1      | 1           | 0          |
| C. Bravo      | 37               | -19              | 1                | 0                | 0               | -0              | 0               | 0               | 0                | -0               | 0                | 0                | 37       | -19    | 1           | 0          |
| S. Busquets   | 33               | 1                | 7                | 0                | 4               | 0               | 1               | 0               | 10               | 0                | 0                | 0                | 47       | 1      | 8           | 0          |
| Douglas       | 2                | 0                | 3                | 0                | 5               | 0               | 0               | 0               | 0                | 0                | 0                | 0                | 7        | 0      | 3           | 0          |
| M. El Haddadi | 10               | 1                | 0                | 0                | 3               | 0               | 0               | 0               | 3                | 0                | 0                | 0                | 16       | 1      | 0           | 0          |
| A. Halilović  | 0                | 0                | 0                | 0                | 1               | 0               | 0               | 0               | 0                | 0                | 0                | 0                | 1        | 0      | 0           | 0          |
| E. Ié         | 0                | 0                | 0                | 0                | 1               | 0               | 0               | 0               | 0                | 0                | 0                | 0                | 1        | 0      | 0           | 0          |
| A. Iniesta    | 24               | 0                | 3                | 0                | 7               | 3               | 0               | 0               | 11               | 0                | 0                | 0                | 42       | 3      | 3           | 0          |
| J. Mascherano | 27               | 0                | 8                | 1                | 7               | 0               | 2               | 0               | 12               | 0                | 1                | 0                | 46       | 0      | 11          | 1          |
| J. Masip      | 1                | -2               | 0                | 0                | 1               | -1              | 0               | 0               | 0                | -0               | 0                | 0                | 2        | -3     | 0           | 0          |
| J. Mathieu    | 28               | 2                | 5                | 0                | 6               | 1               | 1               | 0               | 7                | 0                | 0                | 0                | 41       | 3      | 6           | 0          |
| L. Messi      | 38               | 43               | 4                | 0                | 6               | 5               | 1               | 0               | 13               | 10               | 1                | 0                | 57       | 58     | 6           | 0          |
| M. Montoya    | 8                | 0                | 0                | 0                | 3               | 0               | 0               | 0               | 1                | 0                | 0                | 0                | 12       | 0      | 0           | 0          |
| Neymar        | 33               | 22               | 6                | 0                | 6               | 7               | 1               | 0               | 12               | 10               | 1                | 0                | 51       | 39     | 8           | 0          |
| Pedro         | 34               | 6                | 3                | 0                | 6               | 5               | 0               | 0               | 9                | 0                | 2                | 0                | 49       | 11     | 5           | 0          |
| G. Piqué      | 27               | 4                | 7                | 0                | 6               | 1               | 2               | 0               | 11               | 1                | 2                | 0                | 44       | 6      | 11          | 0          |
| Rafinha       | 25               | 1                | 3                | 0                | 6               | 1               | 0               | 0               | 6                | 0                | 2                | 1                | 37       | 2      | 5           | 1          |
| I. Rakitić    | 31               | 4                | 1                | 0                | 7               | 1               | 0               | 0               | 12               | 2                | 2                | 0                | 50       | 7      | 3           | 0          |
| S. Roberto    | 12               | 0                | 0                | 0                | 4               | 2               | 0               | 0               | 2                | 0                | 0                | 0                | 18       | 2      | 0           | 0          |
| Sandro        | 7                | 2                | 0                | 0                | 2               | 1               | 0               | 0               | 3                | 1                | 0                | 0                | 12       | 4      | 0           | 0          |
| S. Samper     | 0                | 0                | 0                | 0                | 3               | 0               | 0               | 0               | 1                | 0                | 0                | 0                | 4        | 0      | 0           | 0          |
| L. Suárez     | 27               | 16               | 4                | 0                | 6               | 2               | 1               | 0               | 10               | 7                | 1                | 0                | 43       | 25     | 6           | 0          |
| M. ter Stegen | 0                | -0               | 0                | 0                | 8               | -5              | 0               | 0               | 13               | -11              | 0                | 0                | 21       | -16    | 0           | 0          |
| A. Traoré     | 0                | 0                | 0                | 0                | 2               | 1               | 0               | 0               | 0                | 0                | 0                | 0                | 2        | 1      | 0           | 0          |
| T. Vermaelen  | 1                | 0                | 0                | 0                | 0               | 0               | 0               | 0               | 0                | 0                | 0                | 0                | 1        | 0      | 0           | 0          |
| Xavi          | 31               | 2                | 1                | 0                | 3               | 0               | 0               | 0               | 10               | 0                | 0                | 0                | 44       | 2      | 1           | 0          |